# Julia Luna
Julia Luna Robledo (Alcaudete de la Jara, Toledo, España, 17 de mayo de 1963) es una periodista española.

## Biografía
Estudió la licenciatura de Ciencias de la información, rama de Periodismo, en la Facultad de Ciencias de la Información (Universidad Complutense de Madrid), donde se graduó en 1986.
Trabaja en Radio Televisión Española desde 1988. Especializada en periodismo multideporte: natación, natación artística, natación en aguas abiertas, saltos, esgrima, hípica, balonmano y deporte paralímpico, ha cubierto 11 Juegos Olímpicos ―9 de verano y 2 de invierno―, además de 3 Juegos Paralímpicos, 11 Mundiales y 12 Europeos de Natación, 4 Mundiales de Natación Paralímpica, un Campeonato Mundial de Atletismo, una Copa Mundial de Fútbol, 3 Eurocopas, 6 finales de Liga de Campeones de la UEFA y un Mundial y un Europeo de Balonmano.   
En 1988 cubrió los Juegos Olímpicos de Seúl con un resumen diario desde Madrid. En los Juegos Olímpicos de Barcelona 1992 cubrió la gimnasia a pie de pista junto a Paloma del Río. En los Juegos Olímpicos de Atlanta 1996 le tocó cubrir la esgrima y la doma clásica junto a Sergio Sauca. Ese año empezó también a informar sobre fútbol y cubrió la Eurocopa de 1996, el Mundial de 1998 y las Eurocopas de  2000 y 2004 además de las finales de la Liga de Campeones entre 1998 y 2002, y la edición de 2006. En 1999 informó del Campeonato Mundial de Atletismo de Sevilla. En los Juegos Olímpicos de Sídney 2000 cubrió de nuevo la hípica y el mountain bike. 
En 2001 empezó a especializarse en natación, y ha cubierto desde entonces todos los Campeonatos Mundiales excepto los de Melbourne 2007 por maternidad y Budapest 2022 por no tener los derechos, y todos los Europeos. En los Juegos Olímpicos de Atenas 2004 informó sobre saltos y natación sincronizada. En los Juegos Olímpicos de Pekín 2008 pasó a cubrir natación y las aguas abiertas, pasando a especializarse en natación desde entonces, que ha cubierto en los Juegos Olímpicos de Londres 2012, Juegos Olímpicos de Río de Janeiro 2016, Juegos Olímpicos de Tokio 2020y Juegos Olímpicos de París 2024. También viene cubriendo los Campeonato Mundial de Natación Adaptada desde 2015.
Asimismo, ha estado en los Juegos Olímpicos de Vancouver 2010 y Juegos Olímpicos de Sochi 2014. Desde 2016 ha cubierto los Juegos Paralímpicos de Río de Janeiro 2016, Pieonchang 2018 y los de Tokio 2020. En 2021 informó del Campeonato Mundial de Balonmano y en 2022 del Campeonato Europeo.
Igualmente, ha sido editora de los programas olímpicos Objetivo 2012 y Objetivo Río en Teledeporte.